# 驰曼塔山太阳瓶子草
驰曼塔山太阳瓶子草（学名：Heliamphora chimantensis）是委内瑞拉特有的食虫植物，分布于驰曼塔山（Chimanta tepuis）及阿帕卡拉山（Apacara tepuis）海拔1900米至2100米的山顶地区。其种加词“chimantensis”来源于位于格兰·萨瓦纳西南部的发现地驰曼塔高地（Chimanta Massif），该高地占地约1470平方公里，由驰曼塔山在内的数座山峰组成。

## 植物学史
自20世纪50年代起就开始有数个考察队对驰曼塔高地进行考察，并发现了许多当地特有的动植物。2001年1月，安德烈亚斯·维斯图巴等人来到驰曼塔山，首先发现了驰曼塔山太阳瓶子草。

## 形态特征

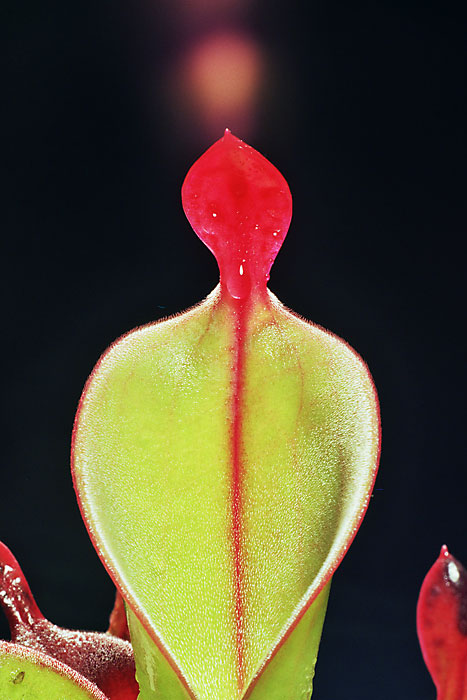
驰曼塔山太阳瓶子草的捕虫瓶

驰曼塔山太阳瓶子草的捕虫瓶长20至50厘米，宽3.5至7厘米。捕虫瓶中下部呈漏斗状，上部呈圆筒状或略呈漏斗形。瓶肩略高于消化液水平面。泄流槽极明显，几乎延伸至捕虫瓶中部，但无泄流孔。瓶盖为匙形，直立，两侧内凹。瓶盖呈红色，长2至2.5厘米，宽1至2厘米，下半部宽大，与瓶身衔接处骤缩。。捕虫瓶内表面上部几乎无毛。瓶盖内表面存在大型暗红色蜜腺，其形状不规则，直径可达5毫米。消化液水平面周围存在长3至6毫米的下向毛。驰曼塔山太阳瓶子草的蜜腺发达，数米外即可闻到其气味。捕虫瓶通常为黄绿色，追着不断衰老逐渐变为橙色或暗红色。部分植株的捕虫瓶上半部还存在少量红色的网状脉。
驰曼塔山太阳瓶子草的花序为总状花序，3至5朵，长60至65厘米。花梗长5至13厘米，被柔毛。花梗下部具一枚苞片，该苞片常形成一个捕虫瓶。花被片为披针形，白色至淡红色，长4至5.5厘米，宽1.2至1.7厘米。雄蕊约20枚，1系，花丝长6毫米。花药呈长圆形至披针形，长约5毫米，宽约1毫米。子房3室，被柔毛，花柱无毛。种子褐色，长约2至3毫米，卵形，侧扁，不规则膜翅明显。
驰曼塔山太阳瓶子草很少开花，大多以匍匐茎无性繁殖。已观察到了直径达6米的大型种群，其由数百个独立植株组成。各植株间的叶片紧贴在一起，而不像其他太阳瓶子草曾零星分布。这种形态及繁殖方式在太阳瓶子草属中是唯一的，被认为是适应高原环境的一种适应。同时，这种方式也见于眼镜蛇瓶子草（Darlingtonia californica）

## 生态关系
驰曼塔山太阳瓶子草长生长于山谷河流周围的开阔地，与低矮的草本植被生长在一起，如凤梨科、黄眼草属（Xyris）及覆鳞属（Stegolepis）植物，特别是Stegolepis ligulata及Adenanthe bicarpellata。
驰曼塔山太阳瓶子草瓶盖内表面的腺体被认为与其诱捕昆虫有关。安德烈亚斯·维斯图巴等人在考察中已观察到，蚂蚁及黄蜂会被这些腺体分泌的蜜液所吸引。

## 相关物种
相对于其他分布于格兰·萨瓦纳的物种而言，其与南部的塔特太阳瓶子草（H. tatei）和内布利纳山太阳瓶子草（H. neblinae）之间存在着密切的近缘关系。该地区物种的花药数一般为10至15枚，而上述三个物种约具15枚。但塔特太阳瓶子草和内布利纳山太阳瓶子草的花药更为接近，都长约7至9毫米，所以内布利纳山太阳瓶子草曾被认为是塔特太阳瓶子草的一个变种。而驰曼塔山太阳瓶子草的花药仅长约5毫米。此外，格兰·萨瓦纳其他太阳瓶子草的瓶盖都多少下弯，呈盔形，以防止其内分泌的蜜液被雨水冲走。但驰曼塔山太阳瓶子草和塔特太阳瓶子草都为直立状。特殊的是驰曼塔山太阳瓶子草瓶盖两侧内凹，呈匙形，且瓶盖基部骤缩。而塔特太阳瓶子草仅略微收缩，且瓶盖为矩形。
在驰曼塔山上，无附太阳瓶子草（H. exappendiculata）分布于驰曼塔山太阳瓶子草原生地附近。相比而言，驰曼塔山太阳瓶子草的捕虫瓶更长更接近管状，且瓶盖更发达。
驰曼塔山太阳瓶子草也常与小太阳瓶子草同域分布。但驰曼塔山太阳瓶子草更常见于海拔2000米附近，而小太阳瓶子草通常分布于海拔更高且更为开阔的地区。分布于驰曼塔山的小太阳瓶子草与驰曼塔山太阳瓶子草的区别在于，该小太阳瓶子草变种的捕虫瓶更长且内表面具明显的毛须。其在驰曼塔高地的许多山峰上都十分常见，但奥杨山（Auyan Tepui）除外。

## 自然杂交种
已在驰曼塔山观察到了驰曼塔山太阳瓶子草与小太阳瓶子草的自然杂交种。该自然杂交种的捕虫瓶较驰曼塔山太阳瓶子草短，且捕虫内表面存在红色的网纹及粗刚毛，颜色也更深，更接近于小太阳瓶子草。此外，瓶盖的形态也接近于小太阳瓶子草。而在生长势上，杂交种要强于两亲本，已发现了直径达5米的单植株群。